# Station Nykirke
Station Nykirke is een station in Nykirke in de gemeente Horten  in  Noorwegen. Het station ligt aan Vestfoldbanen. Het inmiddels verdwenen stationsgebouw uit 1881 was een ontwerp van Balthazar Lange. Het werd gesloopt in 1989. Sinds 1973 was het station al gesloten voor personenvervoer.